# Qaradırnaq
Qaradırnaq è un comune dell'Azerbaigian situato nel distretto di Bərdə. Conta una popolazione di 633 abitanti.